# Sacarauls
Els sacarauls (en llatí Sacarauli, en grec antic Σακαραῦλοι) eren un poble de nòmades de l'Àsia central que suposadament pertanyien al grup dels turcs de l'Altai. Claudi Ptolemeu els anomena Sagaraucae (Σαγαραῦκαι).